# Kastilijanska dinastija
Kastilijanska dinastija je vladarska obitelj koja je upravljala pirinejskom pokrajinom Kastiljom od 11. do 15. stoljeća. Svoj razvoj doživljava u dugotrajnoj borbi s Arapima u Španjolskoj.
Kastilija je dobila naziv po mnogobrojnim utvrđenjima (kastelima). Oni su stvarani za borbu protiv Arapa. Osnivač kastilijanske dinastije je grof Ferdinand I. On je osvojio Leon i dio Navarre. Njegov nasljednik Alfons I. oduzeo je Arapima Toledo 1085. U doba Ferdinanda III. ujedinjeni su Leon i Kastilja (1230.). Od Arapa su oduzeli 1241. Córdobu i Murciu. Malo kasnije, 1248., i Sevillu. Alfons X. je osvojio Cadiz 1265. godine. Henrik III. je Kastilji pridružio Kanarske otoke 1402.
Kastilijanska dinastija je prestala postojati 1469., kada je sklopljen brak između Izabele Kastilijanske i Ferdinanda I. Aragonskog.